# Vattenfall Cyclassics 2015
La Vattenfall Cyclassics 2015 se disputó el domingo 23 de agosto de dicho año. Tendrá un trazado de 221,3 km con salida y meta en la ciudad alemana de Hamburgo.
La carrera formó parte del UCI WorldTour 2015. 
Tomaron parte en la carrera 20 equipos: los 17 equipos de categoría UCI ProTeam (al ser obligada su participación); más 3 de categoría Profesional Continental invitados por la organización (Cult Energy Pro Cycling, MTN-Qhubeka y Bora-Argon 18). Formando así un pelotón de 160 ciclistas, con 8 corredores cada equipo, de los que acabaron 180.
El ganador final fue André Greipel tras imponerse al sprint a Alexander Kristoff y Giacomo Nizzolo, respectivamente.

## Clasificación final
| \| Posición \| Ciclista \| Equipo \| Tiempo \| \| -------- \| ------------------ \| ------------------- \| -------------- \| \| 1. \| André Greipel \| Lotto Soudal \| 4h 57 min 04 s \| \| 2. \| Alexander Kristoff \| Katusha \| m.t. \| \| 3. \| Giacomo Nizzolo \| Trek Factory Racing \| m.t. \| \| 4. \| Tom Boonen \| Etixx-Quick Step \| m.t. \| \| 5. \| Greg Van Avermaet \| BMC Racing \| m.t. \| \| 6. \| Arnaud Démare \| FDJ \| m.t. \| \| 7. \| Matti Breschel \| Tinkoff-Saxo \| m.t. \| \| 8. \| Ramon Sinkeldam \| Giant-Alpecin \| m.t. \| \| 9. \| Niccolò Bonifazio \| Lampre-Merida \| m.t. \| \| 10. \| Rasmus Guldhammer \| Cult Energy \| m.t. \| |                    |                     |                |
| Posición | Ciclista           | Equipo              | Tiempo         |
| 1. | André Greipel      | Lotto Soudal        | 4h 57 min 04 s |
| 2. | Alexander Kristoff | Katusha             | m.t.           |
| 3. | Giacomo Nizzolo    | Trek Factory Racing | m.t.           |
| 4. | Tom Boonen         | Etixx-Quick Step    | m.t.           |
| 5. | Greg Van Avermaet  | BMC Racing          | m.t.           |
| 6. | Arnaud Démare      | FDJ                 | m.t.           |
| 7. | Matti Breschel     | Tinkoff-Saxo        | m.t.           |
| 8. | Ramon Sinkeldam    | Giant-Alpecin       | m.t.           |
| 9. | Niccolò Bonifazio  | Lampre-Merida       | m.t.           |
| 10. | Rasmus Guldhammer  | Cult Energy         | m.t.           |